# راوية صالح
راوية صالح (1959 -) هي ممثلة مصرية معتزلة.

## مسيرتها
ظهرت في أواخر السبعينيات واعتزلت مع نهاية القرن الـ(20). دخلت التمثيل وهي صغيرة السن ، تقريباً في سن العشرين من عمرها ، الفنانة المعتزلة هي زوجة الفنان "عماد رشاد" ولها ابنة وحيدة تدعى "ياسمين" ، شاركت قبل الاعتزال في مجموعة كبيرة من الأعمال الفنية ، والتي تنوعت بين المسلسلات والأفلام التلفزيونية والمسرحيات ، أول أعمالها التي عرفها الجمهور من خلاله مسلسل " مبروك جالك ولد " 1980م.

## أعمالها الفنية[1][5]

### - المسلسلات
- عطش السنين 1986م[6]
- رجل فوق الأمواج 1984م[7]
- فطوطة : الأفلام (فوازير) 1983م
- الفتوحات الإسلامية 1981م
- مبروك جالك ولد 1980م[8]

### - المسرحيات

- شارع محمد علي 1991م
- المهزوز 1985م
- 8 X الهواء 1980م[9]

### - الأفلام
- الشيطانة 1990م
- سري للغاية 1986م
- لا اعرف نفسي 1986م
- مشاعر انسانية 1986م
- الأستاذ يعرف أكثر 1985م
- المجنونة 1985م
- حادي بادي 1984م
- القفل 1982م[10]
- دعوة خاصة جداً 1982م
- غاوي مشاكل 1980م